# Manuel Ponz y Ardil
Manuel Ponz y Ardil (n. San Juan de Villahermosa, Tabasco, México, - San Juan Bautista, Tabasco, México, 28 de octubre de 1864) Fue un farmacéutico y empresario mexicano que nació en Tabasco, estado del que llegó a ser gobernador interino en dos ocasiones, y en tres ocasiones fue Vicegobernador del mismo estado.

## Primeros años
Aunque se desconoce la fecha exacta de su nacimiento, se sabe que nació a principios del siglo XIX en San Juan de Villahermosa, capital de la entonces provincia de Tabasco, Nueva España. Fue un hijo del matrimonio formado por el señor Jaime Ponz, natural de Cataluña, España, y la señora Andrea Ardil, natural de las Islas Canarias, España. 
Manuel Ponz, fue un importante empresario del ramo farmacéutico, siendo dueño de una de las pocas boticas que existieron en Tabasco en esa época. Durante la fuerte epidemia de cólera morbus que azotó a Tabasco y su capital San Juan Bautista en 1833, y por la que murieron más de 4 mil personas, Manuel Ponz y Ardil regaló muchas de las vacunas necesarias para salvar miles de vidas en el estado.
Más tarde contrajo nupcias con Manuela Martínez Álvarez, su única esposa. Incursionó en la política tabasqueña en las elecciones constitucionales de 1851, cuando fue candidato a la gubernatura del estado Justo Santa Anna, quien al tomar posesión del cargo lo nombró Vicegobernador.

## Gobernador interino de Tabasco

### Primer período
Siendo Vicegobernador de estado, Manuel Ponz y Ardil fue nombrado Gobernador interino de Tabasco por el Congreso local con el cargo de Vicegobernador Constitucional encargado del Poder Ejecutivo ante la licencia solicitada por el gobernador Justo Santa Anna.
Ponz y Ardil estuvo en el cargo por espacio de siete meses, cuando al regreso del gobernador con licencia Justo Santa Anna, dejó el cargo a mediados de junio de 1852.

### Segundo período
La segunda ocasión en el Ponz y Ardil ocupó el cargo de Gobernador de Tabasco en forma interina fue del 9 de agosto al 23 de septiembre de ese mismo año de 1852, al cubrir una nueva licencia del gobernador Justo Santa Anna, quien ya no regresaría a la gubernatura, por lo tanto, Manuel Ponz culminó ese período constitucional desempeñando el cargo por espacio de 15 días, entregando el cargo el 23 de septiembre de ese año. 

## Vicegobernador de Tabasco
El 8 de septiembre de 1852, se realizaron nuevas elecciones para el período constitucional 1853-1855, resultando vencedor para el cargo de gobernador Joaquín Ferrer Martí quien nombró como vicegobernador del estado a Manuel Ponz y Ardil, por lo que Manuel Ponz le entregó el cargo al nuevo gobernador electo.

## Fallecimiento
Retirado a la vida privada, Manuel Ponz y Ardil falleció en San Juan Bautista, Tabasco, a las 7 de la mañana del 28 de octubre de 1864, siendo sepultado en el Panteón General de San Juan Bautista.